# Karacak
Karacak is een bestuurslaag in het regentschap Bogor van de provincie West-Java, Indonesië. Karacak telt 10.715 inwoners (volkstelling 2010).